# Gene Ramey
Gene Ramey (Austin, Texas, 4 de abril de 1913 – 8 de diciembre de 1984) fue un contrabajista de jazz estadounidense.  
Aunque comenzó tocando la trompeta en la banda del instituto, cambió al sousafón cuando empezó a tocar profesionalmente con bandas locales. En 1932 se trasladó a Kansas City y empezó a tocar el contrabajo, recibiendo clases de Walter Page y fue el bajista de la orquesta de Jay McShann de 1938 a 1943.
En 1944 se trasladó a Nueva York, donde tocaría con Lester Young, Count Basie, Ben Webster, Coleman Hawkins, Charlie Parker, Hot Lips Page, Horace Silver, Thelonious Monk (en 1947, como miembro del primer trío de Monk, junto con Art Blakey), y Miles Davis. Asimismo hizo giras de Europa con Buck Clayton, y tocó con Muggsy Spanier, Teddy Wilson, Jimmy Rushing, y Eddie Vinson.